# O Rei dos Reis (1961)
King of Kings (bra: Rei dos Reis, ou O Rei dos Reis; prt: O Rei dos Reis) é um filme épico religioso americano de 1961, dirigido por Nicholas Ray e produzido por Samuel Bronston para a Metro-Goldwyn-Mayer. Sendo uma adaptação do Novo Testamento, o filme conta a história de Jesus de Nazaré, desde seu nascimento e ministério até sua crucificação e ressurreição. É estrelado por Jeffrey Hunter como Jesus, com Siobhán McKenna, Robert Ryan, Viveca Lindfors, Ron Randell, Hurd Hatfield e Rip Torn, com narração do Orson Welles.
Ao longo da década de 1950, John Farrow começou a desenvolver um projeto cinematográfico baseando-se na vida do messias, provisoriamente intitulado Son Of Men. Em novembro de 1958, o desenvolvimento efetivo teve início quando Farrow se uniu a Samuel Bronston após a colaboração em John Paul Jones (1959). No ano seguinte, Farrow abandonou o longa-metragem devido a divergências criativas, e Nicholas Ray foi contratado para substituí-lo. Ray então chamou o roteirista Philip Yordan para escrever um novo roteiro. As filmagens começaram em abril de 1960 e foram finalizadas em outubro do mesmo ano. O financiamento de Rei dos Reis inicialmente foi fornecido por Pierre S. du Pont III e outros investidores privados. Durante a produção, Bronston assinou títulos de garantia com a Metro-Goldwyn-Mayer, que se interessou após o sucesso de Ben-Hur (1959). Com a chegada da MGM, reescritas no roteiro se tornaram obrigatórias e cenas adicionais foram adicionadas a película. As refilmagens ocorreram em dezembro de 1960 até maio de 1961.
Rei dos Reis estreou no Loew's State Theatre em Nova York, no dia 11 de outubro de 1961. Estreou em Los Angeles em 12 de outubro e universalmente em 13 de outubro. Durante seu lançamento inicial, recebeu críticas mistas da crítica cinematográfica, mas foi um sucesso de bilheteria e Miklós Rózsa foi indicado ao Globo de Ouro de Melhor Trilha Sonora Original. Atualmente o longa-metragem é mais bem avaliado por sua temática em que faz o paralelo do pacifismo de Cristo com a violência de Barrabás e a trilha de Rózsa.

## Sinopse
O filme é baseado nos quatro evangelhos canônicos (Mateus, Marcos, Lucas e João), além dos escritos do historiador romano Tácito, o filme traça a vida de Jesus Cristo, do nascimento até a ressurreição, dentro do cenário político de sua época, com a Palestina ocupada pelos romanos desde a invasão de Pompeu a cidade santa de Jerusalém, em 63 a.C.
Em 63 a.C., Pompeu conquista e saqueia a cidade de Jerusalém, entrando no Templo para tomar posse do tesouro de Salomão e aprisionando os sacerdotes. Para sua desgraça, Pompeu descobre que o tesouro não passa de escritos da Torah.
Muitos anos depois, a Judeia é palco de várias rebeliões contra as autoridades romanas. Como resposta, os romanos crucificam os líderes dos levantes e conduzem Herodes, o Grande ao trono da Judeia. Um carpinteiro chamado José e sua esposa Maria, que está grávida, chegam em Belém para o censo romano. Não encontrando onde passar a noite, o casal se refugia em um humilde estábulo, onde a criança - Jesus - nasce. Logo em seguida, chegam pastores e magos do Oriente para adorá-lo como "Salvador do Mundo". Entretanto, Herodes, informado sobre o nascimento da criança e ciente do anseio popular por um "Messias", incumbe a seu centurião Lucius de assassinar todos os recém-nascidos da região.
Maria e José fogem para o Egito com a criança enquanto ocorre o Massacre dos Inocentes. Em Jerusalém, Herodes é assassinado no trono por seu próprio filho, Herodes Antipas, ansioso por ocupar o trono de seu pai. Anos mais tarde, Jesus está com doze anos de idade e aprende a arte da carpintaria com seu pai em Nazaré. A família é surpreendida pela chegada do batalhão de soldados de Lucius, que percebe que o menino havia escapado do massacre promovido por Herodes. Lucius aconselha que Jesus seja registrado antes do fim daquele ano e parte sem tomar nenhuma medida contra eles.
Alguns anos mais tarde, judeus rebeldes liderados por Barrabás e Judas Iscariotes preparam-se para atacar a caravana do próximo governador da Judeia, o esnobe Pôncio Pilatos, e sua esposa Cláudia. O plano é frustrado por Lucius e a dupla foge em meio ao deserto. Pilatos e Herodes Antipas reúnem-se às margens do rio Jordão, onde João Batista prega às multidões. Jesus chega ao local, agora trinta anos mais velho, e é batizado por João, que o reconhece como o Messias. Em seguida, Jesus viaja para o deserto, onde é tentado por Satanás. Após quarenta dias no deserto, Jesus volta para a Galileia, onde recruta seus Discípulos.
Enquanto isto, em Jerusalém, Herodes Antipas consegue prender João Batista, que é visitado por Jesus na prisão. Judas deixa os planos do rebelde Barrabás e torna-se um dos seguidores de Jesus. Grandes multidões passam a seguir e ouvir os ensinamentos de Jesus, incluindo Cláudia e Lucius. Seduzido por sua enteada, Salomé, Herodes relutantemente ordena a morte de João Batista. Pilatos e o Sumo Sacerdote Caifás estão cada vez mais atemorizados pela popularidade dos milagres de Jesus e sua fama percorre toda a região.
Na época da Páscoa, Barrabás planeja uma rebelião em Jerusalém. Jesus realiza uma entrada triunfal na cidade e vai ao Templo para pregar. Os rebeldes atacam a Fortaleza Antônia, mas são detidos e massacrados pelas legiões de Pilatos. Barrabás acaba preso e aguarda sua sentença.
Na noite de quinta-feira, Jesus reúne seus discípulos e reparte a ceia pela última vez, indo orar no Getsêmani. Em seguida, Judas desejoso de que Jesus libertasse a Judeia do domínio romano, entrega-o às autoridades judaicas. Jesus é trazido perante Caifás e Pilatos, que inicia seu julgamento, mas decide não envolver-se em questões religiosas dos judeus. Pilatos envia Jesus a Herodes, que por sua vez, o envia de volta a Pilatos. Enfurecido pela atitude de Herodes, Pilatos ordena que Jesus seja chicoteado, mas o povo exige a libertação de Barrabás e a crucificação de Jesus. Com uma coroa de espinhos, Jesus carrega sua cruz até o Gólgota e é crucificado entre dois ladrões, sendo um deles sendo o temeroso Dimas.
Desesperado e arrependido, Judas enforca-se e seu corpo é encontrado por Barrabás. Jesus morre diante de sua mãe, João, alguns soldados, Cláudia e Lucius (que sussurra: "Este é verdadeiramente Cristo"). Seu corpo é retirado da cruz e levado a uma tumba na rocha. Dois dias depois, Maria Madalena, uma de suas seguidoras, encontra a tumba vazia.
O filme se encerra com Jesus às margens do Mar de Tiberíades ordenando aos Apóstolos que espalhem sua mensagem por todo o mundo. Somente sua sombra é visível, formando a forma de uma cruz com as redes de pesca. Os apóstolos partem enquanto Jesus ascende aos céus.

## Elenco principal
- Jeffrey Hunter como Jesus
- Siobhán McKenna como Maria
- Robert Ryan como João Batista
- Ron Randell como Lucius
- Hurd Hatfield como Pôncio Pilatos
- Viveca Lindfors como Cláudia
- Rita Gam como Herodias
- Frank Thring como Herodes Antipas
- Royal Dano como Pedro
- Rip Torn como Judas Iscariotes
- Harry Guardino como Barrabás

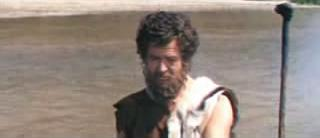
Robert Ryan como João Batista

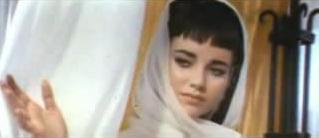
Brigid Bazlen como Salomé

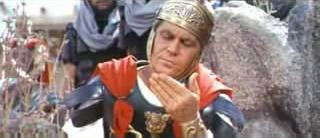
Ron Randell como Lucius

- Carmen Sevilla como Maria Madalena
- Brigid Bazlen como Salomé
- Guy Rolfe como Caifás
- Gregoire Aslan como Herodes, o Grande
- Luis Prendes como O Bom Ladrão
- Barry Keegan como O Mau Ladrão
- Orson Welles como Narrador

## Produção

### Desenvolvimento
Em fevereiro de 1951, foi relatado que o diretor John Farrow estava desenvolvendo um filme sobre a vida de Jesus, com seu script sendo intitulado de "Son of Man". Ele também pretendia produzir o longa-metragem de forma independente por menos de US$ 800.000. No mês de novembro daquele mesmo ano, o projeto estava em desenvolvimento no Nassour Studios e que Farrow estava conduzindo uma busca por um ator para o papel-título. Quando questionado sobre os requisitos que desejava, Farrow respondeu: "Alto bom caráter pessoal e um ótimo ator". Porém, em agosto de 1953, Farrow foi contratado para dirigir The Sea Chase (1955) para a Warner Bros. Em fevereiro de 1954, o Los Angeles Times relatou que Farrow provavelmente começaria o desenvolvimento de Son Of Men após a conclusão de The Sea Chase. Especulou-se então que seria então filmado na Inglaterra e que Jesus não seria mostrado diretamente, embora Farrow não tenha confirmado estas declarações. As filmagens estavam programadas para começar no verão. Elas foram finalmente deixadas de lado quando, em abril de 1955, Farrow assinou um contrato para dirigir A Volta ao Mundo em Oitenta Dias (1956), sendo então demitido após quase uma semana de direção.
Apesar disto em janeiro de 1956, a Variety publicou que Farrow estava em negociações com a RKO Pictures para o financiamento e distribuição do roteiro de Son of Man. Dois meses depois, Farrow começou a procurar um ator desconhecido para interpretar Jesus, com a condição sendo de que ele não tivesse aparecido em outro filme, televisão ou peça teatral por até 20 anos. No entanto, esses planos foram novamente adiados pois em outubro de 1957, Farrow assinou um contrato para dirigir John Paul Jones (1959) para Samuel Bronston. Um ano depois, eles formaram uma produtora a Brofar, e ainda produzir um segundo projeto.
Em novembro de 1958, foi divulgado que Bronston e Farrow estavam colaborando juntos em um projeto de filme baseado na vida de Jesus. No mês de maio de 1959, Sonya Levien havia sido contratada para finalizar o roteiro. Entretanto, em outubro de 1959, Farrow deixou a produção devido a diferenças criativas. Farrow explicou mais tarde que, no contexto do julgamento de Jesus, Bronston queria que ele "passa-se o pano nos líderes judeus e colocasse a culpa inteiramente nos romanos. Recusei-me a fazer essas mudanças. Desisti". Além disso, o produtor associado Alan Brown afirmou que o "roteiro não era realmente um roteiro, eram os Quatro Evangelhos transcritos, e Sam me ligou e disse: 'Eu nem consigo entender isso, é tudo Ti e Tu em todo o resto' ".
Nicholas Ray assumiu a direção e produção por volta de novembro de 1959. Com a construção do cenário quase concluída, Ray pediu ao roteirista Philip Yordan, com quem havia trabalhado anteriormente em Johnny Guitar (1954), para reescrever o roteiro. Ray explicou: "Eu pedi por ele e fiz concessões para tê-lo. Eles me pediram para escrever. Eu não me sentia à altura da responsabilidade; sou tão impaciente com o outro escritor do meu próprio roteiro tanto quanto os outros".
Yordan relembra: "Eu não queria ir para a Espanha, mas ele me pediu para ir lá apenas no fim de semana. O filme se chamava Son Of Men. Título terrível, e alguém pegou capítulos da Bíblia e meio que tentou fazê-lo rodar, mas era horrível". Ele então recomendou renomear o roteiro para King Of Kings, mas foi lembrado por seus funcionários de que o título já havia sido utilizado para o filme de 1927 sobre a vida de Jesus, dirigido por Cecil B. DeMille. Yordan retrucou que o título era de domínio público, e mais tarde foi descoberto que DeMille não o havia registrado. O roteirista então prontamente registrou o título na Motion Picture Association of America (MPAA). Yordan escreveu um novo roteiro durante seis semanas, da qual Bronston gostou tanto que o encorajou a ficar em Madrid, onde juntos também coescreveram El Cid (1961). Yordan não achou difícil produzir o roteiro, observando que "Cristo era um [homem] solitário. Ele não é muito diferente do meu personagem usual. O personagem ocidental. É o mesmo personagem. O homem sozinho".
Para garantir que o roteiro fosse fiel aos Evangelhos, Bronston contratou vários historiadores bíblicos, incluindo o dramaturgo Diego Fabbri e o professor de teologia George Kilpatrick, que escreveram os livros The Origins of the Gospel According to St. Matthew (1946) e The Trial of Jesus (1953). Em março de 1960, Bronston recebeu a aprovação do Papa João XXIII, que se encontrou com o produtor no Vaticano.

### Escolha de elenco

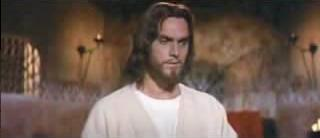
Jeffrey Hunter interpretando Jesus no filme

Vários atores foram considerados para interpretar o papel de Jesus. Em maio de 1959, Alec Guinness havia se encontrado com Bronston para sobre o assunto. Nicholas Ray como diretor, considerou Peter Cushing, Tom Fleming, Christopher Plummer e Max von Sydow (que mais tarde interpretaria Jesus em The Greatest Story Ever Told em 1965) para o filme. Por fim, em 21 de abril de 1960, Jeffrey Hunter foi escalado como Jesus. A ideia de escalar Hunter veio de John Ford, que o sugeriu ele após o dirigir em The Searchers (1956). Ray já havia dirigido com Hunter antes em The True Story of Jesse James (1957). Bronston concordou com a escolha de Ray principalmente por causa dos "olhos marcantes" de Hunter, explicando que "eu realmente o escolhi por seus olhos. Era importante que o homem que interpretasse Cristo tivesse um olhar memorável". Depois de concluído as filmagens de Hell to Eternity (1960), Hunter foi abordado para o longa-metragem e ao ler o roteiro, imediatamente concordou.
Outros atores proeminentes foram procurados para papéis coadjuvantes. Durante abril de 1960, Orson Welles e Richard Burton foram escalados como Herodes e Herodes Antipas respectivamente. No dia 21 daquele mesmo mês, Burton foi escalado para interpretar um centurião e James Mason para Pôncio Pilatos. No mês seguinte, no entanto, Burton abandonou o projeto quando lhe foi recusado o papel principal.
Grace Kelly recusou a oferta de interpretar Maria. O papel mais tarde foi para Siobhán McKenna, enquanto Hurd Hatfield foi escalado como Pôncio Pilatos. Ao mesmo mês, foi anunciado que Viveca Lindfors, Rita Gam, Frank Thring e Ron Randell se juntaram ao elenco. Vários dos papéis coadjuvantes ficaram com atores espanhóis locais de língua inglesa que Bronston reuniu por meio de uma "oficina" de talento.

### Filmagem e Pós-Produção
Em 1959, Bronston estabeleceu seu estúdio de produção homônimo (Samuel Bronston Productions) na Espanha, onde notou que a paisagem acidentada lembrava a Judeia. As filmagens principais começaram em 24 de abril de 1960, em Sevilla e Chamartín, perto de Madri, onde 396 cenários foram construídos para o filme. O cenário do Templo nos estúdios Sevilla foi derrubado durante uma tempestade de vento. Bronston inspecionou o local e ordenou que ele fosse reconstruído, o que foi feito em três meses.
O filme foi rodado em vários locais por toda a terra espanhola. A Venta de Frascuelas, perto dos terrenos rochosos de Chinchón, foi o local para a cena do Sermão da Montanha, onde participaram 7.000 figurantes. A Adaja em El Fresno foi utilizada para representar o rio Jordão. Enquanto a Rambla de Lanujar em Almería serviu como o deserto onde Jesus foi tentado. O Añover de Tajo, na província de Toledo, substituiu o Monte das Oliveiras. Os municípios de Manzanares el Real e Navacerrada foram usados para as cenas ambientadas em Nazaré e Gólgota, respectivamente.
As filmagens do filme enfrentaram inúmeras complicações. Assim como em John Paul Jones (1959), Bronston garantiu apoio financeiro do executivo Pierre S. du Pont III, mas meses após o início delas, a produção ficou sem dinheiro. A Metro-Goldwyn-Mayer se interessou em investir no filme, vendo-o como potencialmente explorando o mesmo mercado do enorme sucesso Ben-Hur (1959) da MGM, que ainda estava em lançamento. O presidente do estúdio MGM, Joseph Vogel, visitou o set em Madrid e viu os cenários do filme inacabados. Ficando espantado, ele alertou o chefe de produção Sol C. Siegel, que também visitou o estúdio. Siegel implementou várias mudanças, sentindo que o filme era muito longo, precisando de mais ritmo e tinha um final fraco. Um personagem original chamado "David", interpretado por Richard Johnson, foi adicionado para funcionar como uma ponte entre os fios da trama. Devido aos grandes desvios feitos no roteiro do longa-metragem, Nicholas Ray e Philip Yordan não se encontravam mais, comunicando-se apenas por walkie-talkies.
No meio das filmagens, em julho de 1960, o até então diretor de fotografia Franz Planer adoeceu. Manuel Berengeur, que trabalhava com ele desde o início da produção iria o substituir mas a MGM enviou o Milton R. Krasner para assumir. Em setembro, um acidente automobilístico resultou na morte de Arthur Resse, que trabalhava como treinador de cavalos, ao mesmo tempo que feriu o ator Harry Guardino (que interpretava Barrabás) enquanto os dois estavam a caminho de um local fora de Aranjuez na Espanha. Durante este período, Ray, que estava sobrecarregado com os problemas da produção, foi temporariamente substituído por Charles Walters. Em 4 de outubro de 1960, a fotografia principal foi concluída.
Durante a pós-produção do filme, a edição foi feita nos estúdios da MGM em Culver City. A pedido deles, certas cenas foram refilmadas e outras adicionadas, e uma das edições feitas foi a exclusão das cenas com Richard Johnson. Miklós Rózsa compôs a trilha sonora, que foi gravada usando uma orquestra sinfônica de 74 músicos e um coral com 50 cantores. Ray Bradbury introduziu um novo final, bem como escreveu a narração para conectar os momentos díspares do longa-metragem. Nesta modificação, Jesus após ressuscitado comissiona os discípulos a pregar o Evangelho. Então, ele flutua em direção às margens horizontais da Galileia, deixando apenas suas pegadas visíveis para serem cobertas com poeira soprada. Os discípulos também deixariam pegadas em todas as quatro direções para serem cobertas com poeira. No entanto, esse final foi considerado muito caro para ser filmado. Orson Welles foi chamado para ser o narrador, a qual teve a sua gravação em Londres e ele insistiu em pronunciar a palavra "apostles" (apóstolos) com um 'T' forte ao invés do mudo (algo característicos da língua inglesa).
Após uma prévia, a equipe de produção sentiu que outra cena entre Siobhán McKenna e Carmen Sevilla era necessária, que foi filmada no MGM-British Studios perto de Londres em 8 de maio de 1961.

## Lançamento
Em junho de 1960, a Metro-Goldwyn-Mayer adquiriu os direitos de distribuição do filme, com a intenção de lançá-lo em um com assentos reservados como continuação de Ben-Hur (1959). Rei dos Reis foi lançado pela Warner Home Video em DVD no dia 6 de fevereiro de 2003, já o Blu-ray foi em 28 de julho de 2009 e como um disco widescreen da Região 1 em 29 de março de 2011.

## Recepção

### Bilheteria
De acordo com os registros da MGM, Rei dos Reis arrecadou US$ 8 milhões na América do Norte e US$ 5,4 milhões no exterior, gerando um lucro total de US$ 1.621.000. De acordo com o Kinematograph Weekly, o longa-metragem foi considerado um "fabricante de dinheiro" nas bilheterias britânicas em 1962.

### Resposta Crítica
Bosley Crowther do The New York Times escreveu que o filme tinha "a natureza de uma palestra ilustrada" e era um "trabalho peculiarmente impessoal que constrói uma grande quantidade de ação aleatória em torno de Jesus e faz muito pouco para construir uma personalidade viva para Ele". A revista Time foi ainda mais negativa descrevendo-o como "contestavelmente a mais piegas, a mais falsa, a mais repugnante e a mais monstruosamente vulgar de todas as grandes histórias da Bíblia que Hollywood contou na última década". Enquanto Robert J. Landry da Variety foi mais positivo como "um grande filme por qualquer padrão" que não apenas "tem sucesso como espetáculo", mas também "tem sucesso em tocar o coração". Philip K. Scheuer do Los Angeles Times comentou: "Não é uma grande mídia, nem é a peça definitiva sobre Jesus (será que alguma vez haverá uma?), mas é pelo menos permeada por uma sobriedade de propósito que, permitindo a falibilidade humana comum, pode ser tacitamente sentida e respeitada. Tecnicamente, é claro, é muito mais brilhante do que o filme de CB DeMille de 1927, e muito provavelmente pelo menos igual em eficácia. Dramaticamente, penso eu, situa-se algures entre o entretenimento teatral que foi Ben-Hur e o espiritual, mas com pouco disto, Francis of Assisi (1961).
O periódico extinto Harrison's Reports concedeu a nota máxima de "Excelente" e declarou que o filme "não apenas deixará sua marca duradoura no glorioso livro de história da indústria cinematográfica, mas também terá um impacto memorável nas mentes de todos os milhões que o assistirem". O crítico Richard L. Coe do The Washington Post, no entanto, criticou Rei do Reis como "um filme que nunca deveria ter sido feito" por causa da representação de Jesus como "uma figura universal e não controversa", explicando que "eliminar seus conceitos dinâmicos e revolucionários é fazer de sua jornada na Terra um ritual vazio, um conto de fadas sem sentido, um ensaio sobre como viver perigosamente e ainda vencer". O Monthly Film Bulletin declarou: "[É] uma simples versão da história infinitamente conhecida, ela tem algumas curiosas interpolações (a visita de Cristo a João Batista em sua cela) e omissões. A falha esmagadora, porém, está em encontrar qualquer tipo de estilo, em imagens, diálogos ou música, que vá além do tipo mais insípido e convencional de ilustrações bíblicas".
As análises contemporâneas tendem a ser mais positivas em relação ao longa-metragem, geralmente o considerando como um dos filmes mais injustiçados da carreira do Nicholas Ray, das melhores de seu período ou/e de sua temática. Leonard Maltin deu três estrelas e meia de quatro a Rei dos Reis, e Geoff Andrew o chamou de "uma das versões para a tela mais interessantes dos Evangelhos", acrescentando que "algumas das performances parecem carecer de profundidade, mas não se pode negar a eficácia da excelente trilha sonora de Miklós Rózsa e dos visuais simples, porém elegantes, de Ray, que alcançam um poder dramático emocionante, não contaminado pela grandiloquência pomposa". No website agregador de críticas Rotten Tomatoes, Rei dos Reis tem uma taxa de aprovação de 80% com base em 20 avaliações tendo uma classificação média de 6,4/10. O consenso do site diz: "Com profundidade narrativa suficiente para ancorar o espetáculo esperado, King of Kings é uma verdadeira bênção para os fãs de épicos bíblicos".
A trilha sonora do filme, composta por Miklós Rózsa, foi indicada ao Globo de Ouro de Melhor Trilha Sonora Original. No mesmo ano, Rózsa também foi indicado na mesma categoria por sua trilha sonora de El Cid, que também foi produzida por Bronston. A música tema é notável no nordeste brasileiro por ser constantemente utilizada nos teaser televisivos anuais para a peça A Paixão de Cristo em Nova Jerusalém, Pernambuco.